# Lijst van interlands Belgisch voetbalelftal 1940-1959
Deze pagina toont een chronologisch en gedetailleerd overzicht van de interlands die het Belgisch voetbalelftal speelde in de periode 1940 – 1959.

## Interlands

### 1940
|                                                                          |                                                                        |       |           | |
| 17 maart 1940                                                            | België                                                                 | 7 - 1 | Nederland | Opstelling België: |
| Vriendschappelijk Bosuilstadion, Antwerpen Scheidsrechter: Hans Wüthrich | Nelis 19' Voorhoof 38' Van Craen 44', 51', 65', 77' Van Den Wouwer 84' |       | 88' Smit  | De Raedt; Paverick , Van Calenberg; Van De Kerkhove, Henriet, Henry; Van Den Wouwer, Voorhoof, Van Craen, Nelis, Eeckeman Bondscoach: Hector Goetinck Debuut: Armand Van De Kerkhove (White Star AC), Jules Henriet (Sporting Charleroi), Jules Van Craen (Lierse SK), Joseph Nelis (Berchem Sport), Gustaaf Eeckeman (Cercle Brugge) |

|                                                                                   |                                                |       |                         | |
| 21 april 1940                                                                     | Nederland                                      | 4 - 2 | België                  | Opstelling België: |
| Vriendschappelijk Olympisch Stadion, Amsterdam Scheidsrechter: Rinaldo Barlassina | Van den Engel 11' De Harder 15', 29' Vente 58' |       | 73' Van Craen 83' Nelis | De Raedt; Paverick , Van Calenberg; Van De Kerkhove, Henriet, Henry; Van Den Wouwer, Voorhoof, Van Craen, Nelis, Eeckeman Bondscoach: Hector Goetinck |

### 1944
|                                                                        |                                     |       |                | |
| 24 december 1944                                                       | Frankrijk                           | 3 - 1 | België         | Opstelling België: |
| Vriendschappelijk Parc des Princes, Parijs Scheidsrechter: Paul Tréhou | Simonyi 38' Arnaudeau 42' Aston 79' |       | 83' F. De Wael | Meert; Gérard, Pannaye; Puttaert, Vercammen, Van Alphen ; F. De Wael, Van den Audenaerde, Vaillant, Voussure, Buyle Bondscoach: Frans Demol Debuut: Henri Meert (RSC Anderlecht), Robert Gérard (RCS de Schaerbeek), Joseph Pannaye (Tilleur FC), Antoine Puttaert (Union Sint-Gillis), Marcel Vercammen (Koninklijke Lyra), François De Wael (RSC Anderlecht), Dis Van den Audenaerde (Antwerp FC), Arsène Vaillant (Royal White Star AC), Fernand Voussure (RC Brussel) |

### 1945
|                                                                                  |                                 |       |             | |
| 13 mei 1945                                                                      | Luxemburg                       | 4 - 1 | België      | Opstelling België: |
| Vriendschappelijk Stade Municipal, Luxemburg Scheidsrechter: Charles de la Salle | Mart 5', 46' Libar 39' Kemp 71' |       | 86' Gillaux | Meert; Gérard, Pannaye; Puttaert, Vercammen, Massay; Lemberechts, H. Coppens, Van den Audenaerde, Gillaux, Buyle Bondscoach: Frans Demol Debuut: Fernand Massay (Standard Luik), Victor Lemberechts (FC Mechelen), Henri Coppens (FC Mechelen), Léon Gillaux (Sporting Charleroi) |

|                                                                                                |                 |       |           | |
| 15 december 1945                                                                               | België          | 2 - 1 | Frankrijk | Opstelling België: |
| Vriendschappelijk Stadion Oscar Bossaert, Sint-Jans-Molenbeek Scheidsrechter: Aad van Welzenes | Sermon 19', 33' |       | 77' Aston | Daenen; Paverick , Pannaye; Puttaert, Vercammen, De Vos; Lemberechts, Mermans, Gillaux, Van den Audenaerde, Sermon; Bondscoach: Frans Demol Debuut: François Daenen (Tilleur FC), René De Vos (Beerschot AC), Jef Mermans (RSC Anderlecht), François Sermon (RSC Anderlecht) |

### 1946
|                                                                        |                   |       |        | |
| 19 januari 1946                                                        | Engeland (am)     | 2 - 0 | België | Opstelling België: |
| Vriendschappelijk Empire Stadium, Londen Scheidsrechter: George Reader | Brown 13' Pye 24' |       |        | Daenen; Paverick , Pannaye; Puttaert, Vercammen, De Vos; Lemberechts, H. Coppens, De Cleyn, Mermans, Sermon Bondscoach: Frans Demol Debuut: Bert De Cleyn (FC Mechelen) |

|                                                                      |                         |       |                            | |
| 23 januari 1946                                                      | Schotland               | 2 - 2 | België                     | Opstelling België: |
| Vriendschappelijk Hampden Park, Glasgow Scheidsrechter: Jack Jackson | Delaney 53', 89' (pen.) |       | 60' Lemberechts 73' Chaves | Daenen; Paverick , Pannaye; Puttaert; Vercammen, De Vos; Lemberechts, H. Coppens, De Cleyn, Chaves, Sermon Bondscoach: Frans Demol Debuut: Freddy Chaves (AA Gent) |

|                                                                            |                                                                |       |           | |
| 23 februari 1946                                                           | België                                                         | 7 - 0 | Luxemburg | Opstelling België: |
| Vriendschappelijk Stade du Mambourg, Charleroi Scheidsrechter: Victor Sdez | De Cleyn 3', 29', 48', 64', 89' H. Coppens 32' Lemberechts 62' |       |           | Daenen; Paverick , Pannaye; De Buck, Henriet, De Vos; Lemberechts, H. Coppens, De Cleyn, Chaves, Thirifays Bondscoach: Frans Demol Debuut: Adolf De Buck (Eendracht Aalst), René Thirifays (Sporting Charleroi) |

|                                                                            |                                                      |       |                                 | |
| 12 mei 1946                                                                | Nederland                                            | 6 - 3 | België                          | Opstelling België: |
| Vriendschappelijk Olympisch Stadion, Amsterdam Scheidsrechter: Victor Sdez | Wilkes 27', 70', 84' Smit 35' Dräger 62' Rijvers 69' |       | 3', 60' De Cleyn 52' H. Coppens | Daenen (80' Meert); Paverick , Pannaye; Puttaert, Vercammen, De Vos; Lemberechts, H. Coppens, De Cleyn, Chaves, Mermans Bondscoach: Frans Demol |

|                                                                        |                                    |       |                 | |
| 30 mei 1946                                                            | België                             | 2 - 2 | Nederland       | Opstelling België: |
| Vriendschappelijk Bosuilstadion, Antwerpen Scheidsrechter: Ivan Eklind | Lemberechts 46' Van Varenbergh 52' |       | 42', 43' Wilkes | Meert; Paverick , Pannaye; Puttaert, Vermeulen, De Vos; Lemberechts, Van Varenbergh, De Cleyn, Van den Audenaerde, Melis Bondscoach: Frans Demol Debuut: Willy Vermeulen (FC Mechelen), Michel Van Varenbergh (RSC Anderlecht), Jozef Melis (AA Gent) |

### 1947
|                                                                                |                 |       |              | |
| 7 april 1947                                                                   | Nederland       | 2 - 1 | België       | Opstelling België: |
| Vriendschappelijk Olympisch Stadion, Amsterdam Scheidsrechter: Charles Tibaldi | Bergman 6', 65' |       | 8' Thirifays | Daenen; Aernaudts, Pannaye; Puttaert, Vermeulen, De Buck; Lemberechts, H. Coppens, De Cleyn , Chaves, Thirifays Bondscoach: Bill Gormley Debuut: Leon Aernaudts (Berchem Sport) |

|                                                                          |           |       |                       | |
| 4 mei 1947                                                               | België    | 1 - 2 | Nederland             | Opstelling België: |
| Vriendschappelijk Bosuilstadion, Antwerpen Scheidsrechter: Jim Wiltshire | Anoul 47' |       | 21' Roosen 62' Dräger | Daenen; Aernaudts, Pannaye; Puttaert, Vercammen , De Buck; Lemberechts, H. Coppens, De Cleyn, Anoul, Thirifays Bondscoach: Bill Gormlie Debuut: Léopold Anoul (FC Luik) |

|                                                                           |                |       |           | |
| 18 mei 1947                                                               | België         | 2 - 1 | Schotland | Opstelling België: |
| Vriendschappelijk Heizelstadion, Brussel Scheidsrechter: Valdemar Laursen | Anoul 28', 75' |       | 64' Steel | Daenen; Aernaudts, Pannaye; De Buck, Henriet, Massay; Lemberechts, H. Coppens, De Cleyn , Anoul, Thirifays Bondscoach: Bill Gormlie |

|                                                                                       |                                     |       |                             | |
| 1 juni 1947                                                                           | Frankrijk                           | 4 - 2 | België                      | Opstelling België: |
| Vriendschappelijk Stade olympique Yves-du-Manoir, Colombes Scheidsrechter: Jan Beneda | Vaast 13', 84' Baratte 77' Dard 83' |       | 17' De Cleyn 76' H. Coppens | Daenen; Aernaudts, Pannaye; H. Coppens, Henriet, Massay; Lemberechts, Mermans, De Cleyn , Anoul, Thirifays Bondscoach: Bill Gormlie |

|                                                                       |                          |       |                                              | |
| 21 september 1947                                                     | België                   | 2 - 5 | Engeland                                     | Opstelling België: |
| Vriendschappelijk Heizelstadion, Brussel Scheidsrechter: James Martin | Mermans 34' De Cleyn 53' |       | 1', 63' Lawton 15' Mortensen 22', 60' Finney | Daenen; Aernaudts, Pannaye; H. Coppens, Henriet, Massay; Lemberechts, Mermans, De Cleyn , Anoul, Thirifays Bondscoach: Bill Gormlie |

|                                                                            |                                               |       |        | |
| 2 november 1947                                                            | Zwitserland                                   | 4 - 0 | België | Opstelling België: |
| Vriendschappelijk Stade des Charmilles, Genève Scheidsrechter: Bjarne Bech | Lusenti 5' Fatton 11' Maillard 27' Tamini 28' |       |        | Meert; Aernaudts, Homble; H. Coppens, Henriet, Massay; Lemberechts, Mermans, De Cleyn , Anoul, Thirifays Bondscoach: Bill Gormlie Debuut: Joseph Homble (ROC de Charleroi) |

### 1948
|                                                                          |                  |       |             | |
| 14 maart 1948                                                            | België           | 1 - 1 | Nederland   | Opstelling België: |
| Vriendschappelijk Bosuilstadion, Antwerpen Scheidsrechter: Eugène Scherz | Van Steelant 54' |       | 10' Lenstra | Meert; Aernaudts, Anoul; De Buck, Erroelen, Henriet ; Lemberechts, Van Steelant, Mermans, Chaves, Thirifays Bondscoach: Bill Gormlie Debuut: Victor Erroelen (RSC Anderlecht), August Van Steelant (Sint-Niklase SK) |

|                                                                     |                           |       |                              | |
| 18 april 1948                                                       | Nederland                 | 2 - 2 | België                       | Opstelling België: |
| Vriendschappelijk De Kuip, Rotterdam Scheidsrechter: Jaroslav Vlček | Engelsman 20' Lenstra 70' |       | 40' Mermans 47' Van Steelant | Daenen; Aernaudts, Anoul; De Buck, Erroelen, Henriet ; Lemberechts, Van Steelant, Mermans, Van den Audenaerde, Thirifays Bondscoach: Bill Gormlie |

|                                                                      |                      |       |        | |
| 28 april 1948                                                        | Schotland            | 2 - 0 | België | Opstelling België: |
| Vriendschappelijk Hampden Park, Glasgow Scheidsrechter: William Ling | Combe 26' Duncan 59' |       |        | Daenen; Aernaudts, Anoul; De Buck,Erroelen, Henriet ; Lemberechts, Govard, Mermans, Van Steelant, De Cleyn Bondscoach: Bill Gormlie Debuut: Henri Govard (FC Luik) |

|                                                                    |                                        |       |                              | |
| 6 juni 1948                                                        | België                                 | 4 - 2 | Frankrijk                    | Opstelling België: |
| Vriendschappelijk Heizelstadion, Brussel Scheidsrechter: Dirk Nijs | Chaves 10', 89' Govard 76' Mermans 85' |       | 47' Cuissard 74' Ben M'barek | Daenen ; Aernaudts, Anoul; H. Coppens, Erroelen, De Buck; Lemberechts, Govard, Mermans, Chaves, Sermon Bondscoach: Bill Gormlie |

|                                                                                      |                             |       |                                  | |
| 17 oktober 1948                                                                      | Frankrijk                   | 3 - 3 | België                           | Opstelling België: |
| Vriendschappelijk Stade olympique Yves-du-Manoir, Colombes Scheidsrechter: Jean Lutz | Flamion 9', 50' Baratte 22' |       | 23' Mermans 52' Anoul 66' Chaves | Daenen (30' Meert); Aernaudts, Anoul; H. Coppens, Carré, Henriet ; Bertrand, Govard, Mermans, Chaves, Thirifays Bondscoach: Bill Gormlie Debuut: Louis Carré (FC Luik), Alfred Bertrand (ROC de Charleroi) |

|                                                                         |            |       |            | |
| 21 november 1948                                                        | België     | 1 - 1 | Nederland  | Opstelling België: |
| Vriendschappelijk Bosuilstadion, Antwerpen Scheidsrechter: William Ling | Chaves 23' |       | 85' Clavan | Meert; Aernaudts, Anoul; H. Coppens, Carré, Henriet ; Appeltants, Van Steelant, Mermans, Chaves, Mannaerts Bondscoach: Bill Gormlie Debuut: Léopold Appeltants (Sint-Truidense VV), Jozef Mannaerts (RC Mechelen) |

### 1949
|                                                                                            |           |       |                | |
| 2 januari 1949                                                                             | Spanje    | 1 - 1 | België         | Opstelling België: |
| Vriendschappelijk Estadio Olímpico de Montjuïc, Barcelona Scheidsrechter: Generoso Dattilo | Silva 28' |       | 61' H. Coppens | Meert; Aernaudts, Anoul; Mees, Carré, Henriet ; Lemberechts, H. Coppens, Mermans (42' Van Varenbergh), Thirifays, De Hert Bondscoach: Bill Gormlie Debuut: Victor Mees (Antwerp FC), Albert De Hert (Berchem Sport) |

|                                                                             |                                    |       |                                   | |
| 13 maart 1949                                                               | Nederland                          | 3 - 3 | België                            | Opstelling België: |
| Vriendschappelijk Olympisch Stadion, Amsterdam Scheidsrechter: John Nilsson | Clavan 53' Brandes 59' Lenstra 86' |       | 3' (e.d.) Möning 21', 90' Mermans | Meert; Aernaudts, Gillard; Mees, Carré, Henriet ; Lemberechts, Govard, Mermans, R. Coppens, Thirifays Bondscoach: Bill Gormlie Debuut: René Gillard (Standard Luik), Rik Coppens (Beerschot AC) |

|                                                                      |         |       |                             | |
| 24 april 1949                                                        | Ierland | 0 - 2 | België                      | Opstelling België: |
| Vriendschappelijk Dalymount Park, Dublin Scheidsrechter: Victor Sdez |         |       | 56' Lemberechts 84' Mermans | Meert; Aernaudts Gillard; Van Der Auwera, Henriet , Mees; Lemberechts, H. Coppens, Mermans, Chaves, Thirifays Bondscoach: Bill Gormlie Debuut: Jan Van Der Auwera (RC Mechelen) |

|                                                            |                             |       |          | |
| 22 mei 1949                                                | België                      | 3 - 1 | Wales    | Opstelling België: |
| Vriendschappelijk Sclessin, Luik Scheidsrechter: Léon Does | Govard 13', 35' De Hert 43' |       | 60' Ford | Meert; Aernaudts, Gillard; H. Coppens, Carré, Van Der Auwera; Lemberechts, Govard, Mermans, Chaves , De Hert Bondscoach: Bill Gormlie |

|                                                                         |                                 |       |             | |
| 2 oktober 1949                                                          | België                          | 3 - 0 | Zwitserland | Opstelling België: |
| Vriendschappelijk Heizelstadion, Brussel Scheidsrechter: Jan Bronkhorst | Verbruggen 61', 68' Mermans 71' |       |             | Meert; Aernaudts, Gillard; Van Der Auwera, Carré, Mees; Lemberechts, H. Coppens, Mermans, Chaves , De Hert (28' Verbruggen) Bondscoach: Bill Gormlie Debuut: Louis Verbruggen (Antwerp FC) |

|                                                                   |           |       |            | |
| 6 november 1949                                                   | Nederland | 0 - 1 | België     | Opstelling België: |
| Vriendschappelijk De Kuip, Rotterdam Scheidsrechter: Arthur Ellis |           |       | 22' Govard | Meert; Aernaudts, Gillard; Van Der Auwera, Carré, Mees; Lemberechts, Govard, Mermans, H. Coppens, Chaves Bondscoach: Bill Gormlie |

|                                                                     |                                        |       |                | |
| 23 november 1949                                                    | Wales                                  | 5 - 1 | België         | Opstelling België: |
| Vriendschappelijk Ninian Park, Cardiff Scheidsrechter: Harry Pearce | Paul 18' Ford 24', 40', 49' Clarke 30' |       | 90' R. Coppens | Meert; Aernaudts, Gillard; Van Der Auwera, Carré, Mees; Lacroix, Anoul, Mermans , R. Coppens, De Hert Bondscoach: Bill Gormlie Debuut: Théo Lacroix (FC Luik) |

### 1950
|                                                                          |                                |       |            | |
| 5 maart 1950                                                             | Italië                         | 3 - 1 | België     | Opstelling België: |
| Vriendschappelijk Stadio Comunale, Bologna Scheidsrechter: Alois Beranek | Muccinelli 38', 53' Amadei 63' |       | 14' Chaves | Meert; Aernaudts (43' Vaillant), Anoul; Van Der Auwera, Carré, Mees; Vandierendounck, Verbruggen, Mermans, Chaves , De Hert Bondscoach: Bill Gormlie Debuut: Julien Vandierendounck (AS Oostende) |

|                                                                        |                         |       |           | |
| 16 april 1950                                                          | België                  | 2 - 0 | Nederland | Opstelling België: |
| Vriendschappelijk Bosuilstadion, Antwerpen Scheidsrechter: Ivan Eklind | Mermans 49' De Hert 65' |       |           | Meert; Vaillant, Anoul; Van Der Auwera, Carré, Mees; R. Coppens, Chaves , Mermans, De Hert, Mordant Bondscoach: Bill Gormlie Debuut: Georges Mordant (ROC de Charleroi) |

|                                                                         |                                             |       |           | |
| 10 mei 1950                                                             | België                                      | 5 - 1 | Ierland   | Opstelling België: |
| Vriendschappelijk Heizelstadion, Brussel Scheidsrechter: Jan Bronkhorst | Mermans 3', 33', 84' De Hert 19' Chaves 56' |       | 72' Duffy | Meert; Vaillant, Anoul; Van Der Auwera, Carré, Mees; R. Coppens, Chaves , Mermans, Albert De Hert, Mordant Bondscoach: Bill Gormlie |

|                                                                           |             |       |                                                  | |
| 18 mei 1950                                                               | België      | 1 - 4 | Engeland                                         | Opstelling België: |
| Vriendschappelijk Heizelstadion, Brussel Scheidsrechter: Raymond Vincenti | Mermans 43' |       | 46' Mullen 65' Mortensen 68' Mannion 86' Bentley | Meert; Vaillant, Anoul; Van Der Auwera, Carré, Mees; Van Looy, Chaves , Mermans, De Hert, Mordant Bondscoach: Bill Gormlie Debuut: Jozef Van Looy (AA Gent) |

|                                                                           |                                 |       |           | |
| 4 juni 1950                                                               | België                          | 4 - 1 | Frankrijk | Opstelling België: |
| Vriendschappelijk Heizelstadion, Brussel Scheidsrechter: Giuseppe Carpani | Mermans 6', 63', 83' Mordant 9' |       | 19' Kargu | Meert; Vaillant, Anoul; Van Der Auwera, Carré, Mees; R. Coppens, Chaves , Mermans, De Hert, Mordant Bondscoach: Bill Gormlie |

|                                                                                         |                                |       |                                 | |
| 1 november 1950                                                                         | Frankrijk                      | 3 - 3 | België                          | Opstelling België: |
| Vriendschappelijk Stade olympique Yves-du-Manoir, Colombes Scheidsrechter: Arthur Ellis | Doye 18' Baratte 69' Kargu 87' |       | 3' Lemberechts 17', 36' Mermans | Meert; Vaillant, Anoul; Van Der Auwera, Carré, Mees; R. Coppens, Chaves , Mermans, De Hert, Lemberechts Bondscoach: Bill Gormlie |

|                                                                      |                                                           |       |                            | |
| 12 november 1950                                                     | België                                                    | 7 - 2 | Nederland                  | Opstelling België: |
| Vriendschappelijk Bosuilstadion, Antwerpen Scheidsrechter: Jean Lutz | Lemberechts 34', 48', 70' Mermans 35', 61' Anoul 39', 65' |       | 60' Van Melis 63' De Graaf | Meert; Vaillant, Van Brandt; Van Der Auwera, Carré, Mees; Lemberechts, Van Steelant, Mermans , Anoul, Sermon Bondscoach: Bill Gormlie Debuut: Fons Van Brandt (Lierse SK) |

### 1951
|                                                                          |                                         |       |                                                       | |
| 15 april 1951                                                            | Nederland                               | 5 - 4 | België                                                | Opstelling België: |
| Vriendschappelijk Olympisch Stadion, Amsterdam Scheidsrechter: Ray Leafe | Van Melis 2', 20', 44' Lenstra 50', 60' |       | 8' (e.d.) Terlouw 13' Mermans 18' Chaves 83' Vaillant | Daenen; Valet, Vaillant; Van Der Auwera, Carré, Mees; Van Gestel, Chaves , Mermans, Anoul, Sermon Bondscoach: Bill Gormlie Debuut: Jean Valet (RSC Anderlecht), Raymond Van Gestel (Koninklijke Lyra) |

|                                                                              |        |       |                                                     | |
| 20 mei 1951                                                                  | België | 0 - 5 | Schotland                                           | Opstelling België: |
| Vriendschappelijk Heizelstadion, Brussel Scheidsrechter: Louis Fauquemberghe |        |       | 10', 60', 76' Hamilton 15' Mason 85' Willie Waddell | Meert; Vaillant, Anoul; Van Der Auwera, Carré, Mees; Lemberechts, Chaves , R. Coppens, Mermans, Sermon Bondscoach: Bill Gormlie |

|                                                                         |                                     |       |                                 | |
| 10 juni 1951                                                            | België                              | 3 - 3 | Spanje                          | Opstelling België: |
| Vriendschappelijk Heizelstadion, Brussel Scheidsrechter: Agostino Gamba | Van Gestel 1', 85' Van Steelant 57' |       | 28' Gonzalvo III 47', 71' Zarra | Boogaerts; Anoul, Van Brandt; Van Der Auwera, Carré, Mees; Van Gestel, Van Steelant, Mermans , Givard, Sermon Bondscoach: Bill Gormlie Debuut: Ferdinand Boogaerts (Standard Luik), Joseph Givard (AS Herstal |

|                                                                                      |              |       |            | |
| 17 juni 1951                                                                         | Portugal     | 1 - 1 | België     | Opstelling België: |
| Vriendschappelijk Estádio Nacional do Jamor, Oeiras Scheidsrechter: Generoso Dattilo | Ben David 2' |       | 64' Givard | Boogaerts; Anoul, Van Brandt; Van Der Auwera, Carré, Mees; Van Gestel, Van Steelant, Mermans , Givard, Sermon; Bondscoach: Bill Gormlie |

|                                                                       |                |       |                                                                            | |
| 14 oktober 1951                                                       | België         | 1 - 8 | Oostenrijk                                                                 | Opstelling België: |
| Vriendschappelijk Heizelstadion, Brussel Scheidsrechter: Arthur Ellis | Lemberechts 8' |       | 30', 50' Huber 44', 63' Stojaspal 62', 87' Melchior 76' Körner 88' Hanappi | Boogaerts; Matthys, Vaillant; Van Der Auwera, Carré, Van Kerkhoven; Lemberechts, Van Steelant, Mermans , Anoul, Moës Bondscoach: Bill Gormlie Debuut: Rik Matthys (RSC Anderlecht), Bob Van Kerkhoven (Daring CB), José Moës (FC Luik) |

|                                                                     |                                                                    |       |                                                                     | |
| 25 november 1951                                                    | Nederland                                                          | 6 - 7 | België                                                              | Opstelling België: |
| Vriendschappelijk De Kuip, Rotterdam Scheidsrechter: Edouard Harzic | Lenstra 25', 42', 50' (pen.) Clavan 26' Bennaars 60' Van Melis 89' |       | 5', 8', 41' Anoul 46' Verbruggen 56', 75' (pen.) Moës 65' Van Steen | Boogaerts; Matthys, Vaillant; Van Der Auwera, Carré, Mees; Van Steen, Verbruggen, Mermans , Anoul, Moës Bondscoach: Bill Gormlie Debuut: Jan Van Steen (RSC Anderlecht) |

### 1952
|                                                                        |                      |       |        | |
| 24 februari 1952                                                       | België               | 2 - 0 | Italië | Opstelling België: |
| Vriendschappelijk Heizelstadion, Brussel Scheidsrechter: Paul Wyssling | Moës 24' (pen.), 35' |       |        | Meert; Diricx, Schroyens; Van Kerkhoven, Carré, Maertens; R. Coppens, Bensch, Mermans , Anoul, Moës Bondscoach: Bill Gormlie Debuut: Henri Diricx (Union Sint-Gillis), Martin Schroyens (Beerschot AC), Bob Maertens (Antwerp FC), Michel Bensch (Beringen FC) |

|                                                                          |                    |       |        | |
| 23 maart 1952                                                            | Oostenrijk         | 2 - 0 | België | Opstelling België: |
| Vriendschappelijk Praterstadion, Wenen Scheidsrechter: Miljenko Podubsky | Stojaspal 60', 63' |       |        | Meert ; Diricx, Schroyens; Van Kerkhoven, Carré, Maertens; Van Steen, Mees, R. Coppens, Anoul, Lemberechts Bondscoach: Bill Gormlie |

|                                                                         |                                               |       |                          | |
| 6 april 1952                                                            | België                                        | 4 - 2 | Nederland                | Opstelling België: |
| Vriendschappelijk Bosuilstadion, Antwerpen Scheidsrechter: John Topliss | Anoul 25' R. Coppens 38', 77' Lemberechts 48' |       | 35' Clavan 37' Van Melis | Meert ; Diricx, Saeren; Van Kerkhoven (80' Mees), Carré, Maertens; Lemberechts, Bensch, R. Coppens, Anoul, Thys Bondscoach: Bill Gormlie Debuut: Willy Saeren (FC Luik), Guy Thys (Standard Luik) |

|                                                                            |             |       |                           | |
| 22 mei 1952                                                                | België      | 1 - 2 | Frankrijk                 | Opstelling België: |
| Vriendschappelijk Heizelstadion, Brussel Scheidsrechter: Paul von Wartburg | Mermans 28' |       | 22' Doye 24' Deladerrière | Meert; Saeren, Schroyens; Van Kerkhoven, Carré, Maertens; Mermans , Anoul, R. Coppens, Givard, Moës Bondscoach: Bill Gormlie |

|                                                                         |                       |       |             | |
| 19 oktober 1952                                                         | België                | 2 - 1 | Nederland   | Opstelling België: |
| Vriendschappelijk Bosuilstadion, Antwerpen Scheidsrechter: William Ling | Anoul 55' Mermans 88' |       | 55' Lenstra | Boogaerts; Diricx, Van Brandt; Mees, Carré, Maertens; Reyniers, Bensch, Mermans , Anoul, Lemberechts Bondscoach: Bill Gormlie Debuut: Frans Reyniers (RC Mechelen) |

|                                                                   |                                                 |       |        | |
| 26 november 1952                                                  | Engeland                                        | 5 - 0 | België | Opstelling België: |
| Vriendschappelijk Empire Stadium, Londen Scheidsrechter: Leo Horn | Elliott 4', 48' Lofthouse 42', 86' Froggatt 60' |       |        | Boogaerts; Diricx, Van Brandt; Mees, Carré, Maertens; Lemberechts, Van Der Auwera, Mermans , R. Coppens, Straetmans Bondscoach: Bill Gormlie Debuut: Jean Straetmans (White Star AC) |

|                                                                                          |           |       |               | |
| 25 december 1952                                                                         | Frankrijk | 0 - 1 | België        | Opstelling België: |
| Vriendschappelijk Stade olympique Yves-du-Manoir, Colombes Scheidsrechter: William Evans |           |       | 6' Straetmans | Seghers; Diricx, Van Brandt; Van Der Auwera, Carré, Mathonet; R. Coppens, Anoul, Mermans , Straetmans, Janssens Bondscoach: Bill Gormlie Debuut: Armand Seghers (AA Gent), Jean Mathonet (Standard Luik), Augustin Janssens (Union Sint-Gillis) |

### 1953
|                                                                            |                              |       |                | |
| 19 maart 1953                                                              | Spanje                       | 3 - 1 | België         | Opstelling België: |
| Vriendschappelijk Camp de Les Corts, Barcelona Scheidsrechter: Reis Santos | Venancio 42' Marcet 67', 82' |       | Lembrechts 84' | Seghers; Diricx, Van Brandt; Van Der Auwera, Carré, Mees; Lembrechts , Anoul, R. Coppens, Straetmans, Janssens Bondscoach: Bill Gormlie |

|                                                                            |           |       |                             | |
| 19 april 1953                                                              | Nederland | 0 - 2 | België                      | Opstelling België: |
| Vriendschappelijk Olympisch Stadion, Amsterdam Scheidsrechter: Sten Ahlner |           |       | 65' R. Coppens 70' Janssens | Seghers; Dries, Van Brandt; Huysmans, Carré, Mees; Lemberechts, Mermans , R. Coppens, Anoul, Janssens Bondscoach: Bill Gormlie Debuut: Marcel Dries (Berchem Sport), Constant Huysmans (Beerschot AC) |

|                                                                         |           |       |                           | |
| 14 mei 1953                                                             | België    | 1 - 3 | Joegoslavië               | Opstelling België: |
| Vriendschappelijk Heizelstadion, Brussel Scheidsrechter: Emil Schmetzer | Anoul 88' |       | 10', 43' Vukas 21' Rajkov | Seghers; Dries, Van Brandt; Huysmans, Carré, Mees; Lemberechts, Mermans , R. Coppens, Anoul, Janssens Bondscoach: Bill Gormlie |

|                                                                       |                     |       |                                   | |
| 25 mei 1953                                                           | Finland             | 2 - 4 | België                            | Opstelling België: |
| WK-kwalificatie Olympisch Stadion, Helsinki Scheidsrechter: Leo Helge | Lehtovirta 50', 75' |       | 7', 25', 79' R. Coppens 10' Anoul | Seghers; Diricx, Van Brandt; Blaise, Carré, Maertens; Lemberechts, Mermans , R. Coppens, Anoul, Janssens Bondscoach: Bill Gormlie Debuut: Fernand Blaise (Standard Luik) |

|                                                                   |                             |       |                                          | |
| 28 mei 1953                                                       | Zweden                      | 2 - 3 | België                                   | Opstelling België: |
| WK-kwalificatie Råsundastadion, Solna Scheidsrechter: John Mowatt | Bengtsson 20' Selmosson 26' |       | 30' Anoul 39' Straetmans 42' Lemberechts | Daenen ; Dries, Van Brandt; Mees, Carré, Maertens; Lemberechts, Anoul, R. Coppens, Straetmans, Janssens Bondscoach: Bill Gormlie |

|                                                                          |                 |       |                          | |
| 23 september 1953                                                        | België          | 2 - 2 | Finland                  | Opstelling België: |
| WK-kwalificatie Heizelstadion, Amsterdam Scheidsrechter: René Baumberger | Bollen 25', 75' |       | 83' Lahtinen 90' Vaihela | Daenen ; Dries, Van Brandt; Mees, Carré, Maertens; Van Gestel, Anoul, R. Coppens, Bollen, Janssens Bondscoach: Doug Livingstone Debuut: Mathieu Bollen (Waterschei SV Thor) |

|                                                                       |                         |       |        | |
| 8 oktober 1953                                                        | België                  | 2 - 0 | Zweden | Opstelling België: |
| WK-kwalificatie Heizelstadion, Brussel Scheidsrechter: Klaas Schipper | R. Coppens 33' Mees 48' |       |        | Gernaey; Diricx, Van Brandt; Mees, Carré, Maertens; Van Gestel, Anoul , R. Coppens, Bollen, Givard Bondscoach: Doug Livingstone Debuut: Pol Gernaey (AS Oostende) |

|                                                                   |                |       |        | |
| 25 oktober 1953                                                   | Nederland      | 1 - 0 | België | Opstelling België: |
| Vriendschappelijk De Kuip, Rotterdam Scheidsrechter: William Ling | Van Beurden 8' |       |        | Gernaey; Diricx, Van Brandt; Mees, Carré, Maertens; Lemberechts, Anoul , R. Coppens, Piedfort, Thys Bondscoach: Doug Livingstone Debuut: Jef Piedfort (Koninklijke Lyra) |

|                                                                   |                        |       |                          | |
| 22 november 1953                                                  | Zwitserland            | 2 - 2 | België                   | Opstelling België: |
| Vriendschappelijk Hardturm, Zürich Scheidsrechter: Emil Schmetzer | Fatton 57' Antenen 89' |       | 1', 18' H. Van den Bosch | Gernaey; Diricx (20' Dries), Van Brandt; Van Der Auwera, Carré, Mees; R. Coppens, H. Van den Bosch, Mermans , Anoul, Janssens Bondscoach: Doug Livingstone Debuut: Hypoliet van den Bosch (RSC Anderlecht) |

### 1954
|                                                                         |        |       |          | |
| 14 maart 1954                                                           | België | 0 - 0 | Portugal | Opstelling België: |
| Vriendschappelijk Heizelstadion, Brussel Scheidsrechter: Edouard Harzic |        |       |          | Gernaey; Diricx, Van Brandt; Van Der Auwera, Carré, Mees; Van Steen, H. Van den Bosch, Mermans , Anoul, R. Coppens Bondscoach: Doug Livingstone |

|                                                                         |                                                   |       |           | |
| 4 april 1954                                                            | België                                            | 4 - 0 | Nederland | Opstelling België: |
| Vriendschappelijk Bosuilstadion, Antwerpen Scheidsrechter: Carl Steiner | Mermans 6' R. Coppens 62', 80' Terlouw 70' (e.d.) |       |           | Gernaey; Diricx, Van Brandt; Huysmans, Carré, Mees; Lemberechts, Anoul, Mermans , De Corte, R. Coppens Bondscoach: Doug Livingstone Debuut: Marcel De Corte (RSC Anderlecht) |

|                                                                        |             |       |                            | |
| 9 mei 1954                                                             | Joegoslavië | 0 - 2 | België                     | Opstelling België: |
| Vriendschappelijk Maksimirstadion, Zagreb Scheidsrechter: Carl Steiner |             |       | 42' R. Coppens 55' Mermans | Gernaey; Dries, Van Brandt; Huysmans, Carré, Mees; Van Steen, Anoul, R. Coppens, De Corte, Mermans Bondscoach: Doug Livingstone |

|                                                                          |                         |       |                                         | |
| 30 mei 1954                                                              | België                  | 3 - 3 | Frankrijk                               | Opstelling België: |
| Vriendschappelijk Heizelstadion, Brussel Scheidsrechter: Vasa Stefanović | Mermans 2' Anoul 5', 8' |       | 7' Vincent 39' (e.d.) Huysmans 70' Kopa | Gernaey; Dries, Van Brandt; Huysmans, Carré, Mees; Van Steen, Anoul, R. Coppens, De Corte, Mermans Bondscoach: Doug Livingstone |

|                                                              |                                                   |            |                                     | |
| 17 juni 1954                                                 | België                                            | 4 - 4 (nv) | Engeland                            | Opstelling België: |
| WK 1954 St. Jakob-Park, Bazel Scheidsrechter: Emil Schmetzer | Anoul 6', 72' R. Coppens 77' Dickinson 94' (e.d.) |            | 25', 65' Broadis 37', 92' Lofthouse | Pol Gernaey; Dries, Van Brandt; Huysmans, Carré, Mees; P. Van den Bosch, Houf, R. Coppens, Anoul, Mermans Bondscoach: Doug Livingstone Debuut: Denis Houf (Standard Luik) Pieter Van den Bosch (RSC Anderlecht) |

|                                                                  |           |       |                                                          | |
| 20 juni 1954                                                     | België    | 1 - 4 | Italië                                                   | Opstelling België: |
| WK 1954 Stadio di Cornaredo, Lugano Scheidsrechter: Carl Steiner | Anoul 81' |       | 41' (pen.) Pandolfini 48' Galli 58' Frignani 78' Lorenzi | Gernaey; Dries, Van Brandt; Huysmans, Carré, Mees; P. Van den Bosch, H. Van den Bosch, R. Coppens, Anoul, Mermans Bondscoach: Doug Livingstone |

|                                                                         |                         |       |                | |
| 26 september 1954                                                       | België                  | 2 - 0 | West-Duitsland | Opstelling België: |
| Vriendschappelijk Heizelstadion, Brussel Scheidsrechter: Jan Bronkhorst | R. Coppens 7' Anoul 53' |       |                | Gernaey (25' Geerts); Dries, Van Brandt; Huysmans, Carré, Mees; Lemberechts, Anoul, R. Coppens, Houf, Mermans Bondscoach: Doug Livingstone Debuut: Charles Geerts (Beerschot AC) |

|                                                                      |                                              |       |                                                     | |
| 24 oktober 1954                                                      | België                                       | 4 - 3 | Nederland                                           | Opstelling België: |
| Vriendschappelijk Bosuilstadion, Antwerpen Scheidsrechter: Reg Leafe | Lemberechts 10' R. Coppens 32', 65' Houf 40' |       | 43' Van der Gijp 48' De Bruyckere 88' (pen.) Dillen | Meert ; Dries, Van Brandt; Huysmans, Carré, Mees; Lemberechts, Givard, R. Coppens, Houf, Moës Bondscoach: Doug Livingstone |

| |               |       |                                   | |
| 11 november 1954                                                                                    | Frankrijk     | 2 - 2 | België                            | Opstelling België: |
| Vriendschappelijk Stade olympique Yves-du-Manoir, Colombes Scheidsrechter: Rafael Tamarit Falaguera | Kopa 75', 87' |       | 5' (e.d.) Jonquet 67' Lemberechts | Meert; Dries, Van Brandt; Huysmans, Carré, Mees; Lemberechts, Quoilin, R. Coppens, Moës, Mermans Bondscoach: Doug Livingstone Debuut: Jules Quoilin (Tilleur FC) |

### 1955
|                                                                                |               |       |        | |
| 16 januari 1955                                                                | Italië        | 1 - 0 | België | Opstelling België: |
| Vriendschappelijk Stadio della Vittoria, Bari Scheidsrechter: Sándor Harangozó | Boniperti 43' |       |        | Meert; Dries, Van Brandt; Huysmans, Carré, Mees; Lemberechts, Givard, R. Coppens, Houf, Mermans Bondscoach: André Vandewyer |

|                                                                             |            |       |        | |
| 3 april 1955                                                                | Nederland  | 1 - 0 | België | Opstelling België: |
| Vriendschappelijk Olympisch Stadion, Amsterdam Scheidsrechter: Arthur Ellis | Dillen 31' |       |        | Meert ; Dries, Van Brandt; Huysmans, Carré, Mees; Vliers, Houf, R. Coppens, Givard, Piters Bondscoach: André Vandewyer Debuut: Jef Vliers (Beerschot AC), André Piters (Standard Luik) |

|                                                                                  |                   |       |                              | |
| 5 juni 1955                                                                      | België            | 1 - 3 | Tsjecho-Slowakije            | Opstelling België: |
| Vriendschappelijk Heizelstadion, Brussel Scheidsrechter: Carl Frederik Jørgensen | Pluskal 5' (e.d.) |       | 23' Crha 65' Trnka 85' Kraus | Meert; Dries, Van Brandt; Mees, Carré, De Gelas; Orlans, H. Van den Bosch, Mermans , Houf, Jadot Bondscoach: André Vandewyer Debuut: Frans De Gelas (RSC Anderlecht), Richard Orlans (AA Gent, Jean Jadot (Standard Luik) |

|                                                                      |                                                  |       |                           | |
| 25 september 1955                                                    | Tsjecho-Slowakije                                | 5 - 2 | België                    | Opstelling België: |
| Vriendschappelijk Strahovstadion, Praag Scheidsrechter: Andor Dorogi | Šimanský 10' Přáda 18', 20' Pazdera 64' Crha 84' |       | 31' R. Coppens 60' Orlans | Gernaey; Dries, Van Brandt; Huysmans, Carré , De Gelas; Vliers, Mees, R. Coppens, Bollen, Orlans Bondscoach: André Vandewyer |

|                                                                               |               |       |        | |
| 28 september 1955                                                             | Roemenië      | 1 - 0 | België | Opstelling België: |
| Vriendschappelijk Stadionul 23 August, Boekarest Scheidsrechter: Martin Macko | Georgescu 79' |       |        | Gernaey; Dries, Van Brandt; Huysmans, Carré, Mees; Jacquemyns, Mermans , R. Coppens, De Gelas, Orlans Bondscoach: André Vandewyer Debuut: Sébastien Jacquemyns (Union Sint-Gillis) |

|                                                                       |               |       |                     | |
| 16 oktober 1955                                                       | Nederland     | 2 - 2 | België              | Opstelling België: |
| Vriendschappelijk De Kuip, Rotterdam Scheidsrechter: Giorgio Bernardi | Appel 9', 53' |       | 23', 49' Jacquemyns | Gernaey; Dries, Van Brandt; Huysmans, Carré , Mees; Jacquemyns, Reyniers, R. Coppens, Mathonet, Orlans Bondscoach: André Vandewyer |

|                                                                         |                                |       |              | |
| 25 december 1955                                                        | België                         | 2 - 1 | Frankrijk    | Opstelling België: |
| Vriendschappelijk Heizelstadion, Brussel Scheidsrechter: Jan Bronkhorst | Jadot 43' H. Van den Bosch 76' |       | 63' Piantoni | Dresen; Dries, Van Brandt; Huysmans, Carré, Mees; Jurion, H. Van den Bosch, Mermans , Mathonet, Jadot Bondscoach: André Vandewyer Debuut: Alfons Dresen (Lierse SK), Jef Jurion (RSC Anderlecht) |

### 1956
|                                                                          |             |       |                                    | |
| 11 maart 1956                                                            | België      | 1 - 3 | Zwitserland                        | Opstelling België: |
| Vriendschappelijk Heizelstadion, Brussel Scheidsrechter: Josef Wershoven | Mermans 47' |       | 11' Pastega 77' Ballaman 88' Meier | Dresen; Dries, Van Brandt; Huysmans, Carré, Mees; Jurion, H. Van den Bosch, Mermans , Straetmans (42' Orlans), Janssens Bondscoach: André Vandewyer |

|                                                                     |        |       |            | |
| 8 april 1956                                                        | België | 0 - 1 | Nederland  | Opstelling België: |
| Vriendschappelijk Bosuilstadion, Antwerpen Scheidsrechter: Alf Bond |        |       | 56' Koopal | Gernaey; Dries (37' Diricx), Van Brandt; Huysmans, Van Kerkhoven, Mees; Jurion, H. Van den Bosch, G. De Wael, Mermans , Orlans Bondscoach: André Vandewyer Debuut: Gaston De Wael (RSC Anderlecht) |

|                                                               |                                                                  |       |                                      | |
| 3 juni 1956                                                   | België                                                           | 5 - 4 | Hongarije                            | Opstelling België: |
| Vriendschappelijk Heizelstadion, Brussel Scheidsrechter: Horn | Van Kerkhoven 11' (pen.) Vandeweyer 59' Orlans 63', 83' Houf 76' |       | 13' Puskás 28', 31' Kocsis 88' Budai | Gernaey; Diricx, Dries; Huysmans, Van Kerkhoven, Mees; Jurion, Remy Vandeweyer, Mermans , Houf, Orlans Bondscoach: André Vandewyer Debuut: Remy Vandeweyer (Union Sint-Gillis) |

|                                                                               |                      |       |                              | |
| 14 oktober 1956                                                               | België               | 2 - 3 | Nederland                    | Opstelling België: |
| Vriendschappelijk Bosuilstadion, Antwerpen Scheidsrechter: Vincenzo Orlandini | Willems 16' Houf 46' |       | 54', 81' Appel 70' Notermans | Gernaey; Diricx, Van Brandt; Mees , De Coster, Van Herpe; Jurion, Vandeweyer, Willems, Houf, Orlans Bondscoach: André Vandewyer Debuut: Firmin De Coster (AA Gent), André Van Herpe (AA Gent), Maurice Willems (AA Gent) |

|                                                                                      |                                              |       |                           | |
| 11 november 1956                                                                     | Frankrijk                                    | 6 - 3 | België                    | Opstelling België: |
| WK-kwalificatie Stade olympique Yves-du-Manoir, Colombes Scheidsrechter: Jack Clough | Cisowski 13', 15', 44', 72', 78' Vincent 18' |       | 16' Houf 61', 67' Willems | Dresen; Diricx, Van Brandt; Mees , Van Kerkhoven, Van Herpe; Jurion, Vanderwilt, Willems, Houf, Orlans Bondscoach: André Vandewyer Debuut: René Vanderwilt (RSC Anderlecht) |

|                                                                                |                                                  |       |            | |
| 23 december 1956                                                               | West-Duitsland                                   | 4 - 1 | België     | Opstelling België: |
| Vriendschappelijk Müngersdorfer Stadion, Keulen Scheidsrechter: Jan Bronkhorst | Schröder 28' Vollmar 42' Kelbassa 60' Wewers 82' |       | 38' Moyson | Dresen; Diricx, Dries; Mees , Van Kerkhoven, Maertens; Orlans, Vanderwilt, R. Coppens, Houf, Moyson Bondscoach: André Vandewyer Debuut: Roland Moyson (Daring CB) |

### 1957
|                                                                      |        |       |                                                | |
| 31 maart 1957                                                        | België | 0 - 5 | Spanje                                         | Opstelling België: |
| Vriendschappelijk Heizelstadion, Brussel Scheidsrechter: Josef Gulde |        |       | 26', 73' Di Stéfano 28', 76' Suárez 30' Mateos | Meert; Diricx, Van Rooy; De Gelas, Mees , Close; Lippens, Van den Berg (43' H. Van den Bosch), G. De Wael, Houf, Orlans Bondscoach: André Vandewyer Debuut: Théo Van Rooy (Union Sint-Gillis), Léon Close (Union Sint-Gillis), Martin Lippens (RSC Anderlecht), Paul van den Berg (Union Sint-Gillis) |

|                                                                             |             |       |                  | |
| 28 april 1957                                                               | Nederland   | 1 - 1 | België           | Opstelling België: |
| Vriendschappelijk Olympisch Stadion, Amsterdam Scheidsrechter: Alfred Grill | Carlier 53' |       | 34' Van den Berg | Vanderstappen; Diricx, Van Rooy; Mees , Nelissen, André Van Herpe; Piters, Van den Berg, R. Coppens, Houf, Orlans Bondscoach: André Vandewyer Debuut: André Vanderstappen (ROC de Charleroi), Jan Nelissen (RCS Verviétois) |

|                                                                   |                  |       |          | |
| 26 mei 1957                                                       | België           | 1 - 0 | Roemenië | Opstelling België: |
| Vriendschappelijk Heizelstadion, Brussel Scheidsrechter: Alf Bond | Van den Berg 38' |       |          | Vanderstappen; Van Rooy, Culot; Mees , Nelissen, Van Herpe; Piters, Van den Berg, R. Coppens, Houf, Orlans Bondscoach: André Vandewyer Debuut: Jacques Culot (RSC Anderlecht) |

|                                                                        |                                                                                     |       |                                | |
| 5 juni 1957                                                            | België                                                                              | 8 - 3 | IJsland                        | Opstelling België: |
| WK-kwalificatie Heizelstadion, Brussel Scheidsrechter: Adolphe Blitgen | Orlans 4', 57' Piters 11' Van den Berg 12' Mees 22', 26' R. Coppens 42', 44' (pen.) |       | 33', 77' Þórðarson 81' Jónsson | Gernaey; Van Rooy, Culot; Mees , Nelissen, Van Herpe; Piters, Van den Berg, R. Coppens, Houf, Orlans Bondscoach: André Vandewyer |

|                                                                            |                          |       |                                                     | |
| 4 september 1957                                                           | IJsland                  | 2 - 5 | België                                              | Opstelling België: |
| WK-kwalificatie Laugardalsvöllur, Reykjavik Scheidsrechter: Bobby Davidson | Jónsson 1' Þórðarson 65' |       | 9' Van Herpe 40' Willems 64', 71', 89' Van den Berg | Vanderstappen; Diricx, Dries; Van Herpe, Mees , Mathonet; Jurion, Van den Berg, Willems, Houf, Piters Bondscoach: Louis Nicolay |

|                                                                  |        |       |           | |
| 27 oktober 1957                                                  | België | 0 - 0 | Frankrijk | Opstelling België: |
| WK-kwalificatie Heizelstadion, Brussel Scheidsrechter: Leo Helge |        |       |           | Leysen; Dries, Van Brandt; Mees , Nelissen, Mathonet; Piters, Givard, Delire, Van den Berg, Orlans Bondscoach: Géza Toldi Debuut: Louis Leysen (Berchem Sport), Michel Delire (ROC de Charleroi) |

|                                                                    |                                                        |       |                           | |
| 17 november 1957                                                   | Nederland                                              | 5 - 2 | België                    | Opstelling België: |
| Vriendschappelijk De Kuip, Rotterdam Scheidsrechter: Bengt Lundell | Van Wissen 28' Kruiver 36' Wilkes 42', 53' Carlier 64' |       | 80' Van den Berg 85' Houf | Leysen (46' Collette); Dries, Van Brandt; Mees , Nelissen, Mathonet; Piters, Van den Berg, R. Coppens, Houf, Orlans Bondscoach: Géza Toldi Debuut: Théo Collette (RCS Verviétois) |

|                                                                          |           |       |            | |
| 8 december 1957                                                          | Turkije   | 1 - 1 | België     | Opstelling België: |
| Vriendschappelijk 19 Mayısstadion, Ankara Scheidsrechter: Riccardo Pieri | Bartu 12' |       | 46' Jurion | Collette; Diricx, Van Brandt; Mees, Carré , Mathonet; Piters, Lippens, Wegria (25' Orlans), Jurion, Paeschen Bondscoach: Géza Toldi Debuut: Victor Wegria (FC Luik), Marcel Paeschen (Standard Luik) |

### 1958
|                                                                    |        |       |                         | |
| 2 maart 1958                                                       | België | 0 - 2 | West-Duitsland          | Opstelling België: |
| Vriendschappelijk Heizelstadion, Brussel Scheidsrechter: Reg Leafe |        |       | 25' Schäfer 60' Schmidt | Leysen; Diricx, Thellin; Mees, Carré , Mathonet; Jurion, Vliers, R. Coppens, Van den Berg (30' Lippens), Orlans Bondscoach: Géza Toldi Debuut: Henri Thellin (Standard Luik) |

|                                                                        |                     |       |                                                                          | |
| 13 april 1958                                                          | België              | 2 - 7 | Nederland                                                                | Opstelling België: |
| Vriendschappelijk Bosuilstadion, Antwerpen Scheidsrechter: John Mowatt | R. Coppens 68', 87' |       | 6', 60' Lenstra 50' Van Wissen 55' Moulijn 81', 85' Wilkes 89' Notermans | Leysen; Diricx, Thellin; Mees , Marnette, Mathonet; Stockman, Vliers, R. Coppens, Jurion, Orlans Bondscoach: Géza Toldi Debuut: Gilbert Marnette (Standard Luik), Jacques Stockman (RSC Anderlecht) |

|                                                                     |             |       |                           | |
| 26 mei 1958                                                         | Zwitserland | 0 - 2 | België                    | Opstelling België: |
| Vriendschappelijk Hardturm, Zürich Scheidsrechter: Juan Gardeazábal |             |       | 35' Stockman 70' Paeschen | Vanderstappen; Dries , Diricx; Vanderwilt, Storme, Mathonet; Jurion, Lippens, Stockman, Houf, Paeschen Bondscoach: Géza Toldi Debuut: Roland Storme (AA Gent) |

|                                                                        |                      |       |                                                        | |
| 28 september 1958                                                      | België               | 2 - 3 | Nederland                                              | Opstelling België: |
| Vriendschappelijk Bosuilstadion, Antwerpen Scheidsrechter: István Zolt | Hanon 20' Piters 53' |       | 38' (pen.) Van der Hart 59' Van der Linden 84' Kruiver | Vanderstappen; De Vogelaere, Thellin; Hanon, Storme, Mathonet; Piters, Jurion, Stockman, Houf , Paeschen Bondscoach: Constant Vanden Stock Debuut: Charles De Vogelaere (RSC Anderlecht), Pierre Hanon (RSC Anderlecht) |

|                                                                          |            |       |           | |
| 26 oktober 1958                                                          | België     | 1 - 1 | Turkije   | Opstelling België: |
| Vriendschappelijk Heizelstadion, Brussel Scheidsrechter: Pierre Schwinte | Piters 58' |       | 80' Oktay | Vanderstappen; Dries , Thellin; Close, Storme, Mathonet; Piters, Van Herpe, Stockman, Houf, Orlans Bondscoach: Constant Vanden Stock |

|                                                                     |                           |       |              | |
| 23 november 1958                                                    | Hongarije                 | 3 - 1 | België       | Opstelling België: |
| Vriendschappelijk Népstadion, Boedapest Scheidsrechter: Leo Lemešić | Göröcs 39' Tichy 73', 72' |       | 45' Mallants | Vanderstappen; Dries, Thellin; Mees , Storme, Mathonet; Piters, Houf, Mallants, Paeschen, Orlans Bondscoach: Constant Vanden Stock Debuut: Karel Mallants (Standard Luik) |

### 1959
|                                                                                       |                 |       |                        | |
| 1 maart 1959                                                                          | Frankrijk       | 2 - 2 | België                 | Opstelling België: |
| Vriendschappelijk Stade olympique Yves-du-Manoir, Colombes Scheidsrechter: John Kelly | Vincent 2', 68' |       | 32' Lippens 80' Piters | Vanderstappen; Wauters, Thellin; Hanon, Storme, Lippens; Goyvaerts, Houf , Jurion, Vanden Boer, Piters Bondscoach: Constant Vanden Stock Debuut: Eddy Wauters (Antwerp FC), Fernand Goyvaerts (FC Brugge), Frits Vanden Boer (RSC Anderlecht) |

|                                                                               |                                |       |                          | |
| 19 april 1959                                                                 | Nederland                      | 2 - 2 | België                   | Opstelling België: |
| Vriendschappelijk Olympisch Stadion, Amsterdam Scheidsrechter: Maurice Guigue | Lenstra 73' Van der Linden 81' |       | 42' Wegria 63' Goyvaerts | Vanderstappen; Dries, Thellin; Hanon, Storme, Lippens (13' Bollen 80'); Goyvaerts, Huysmans, R. Coppens , Wegria, Jurion Bondscoach: Constant Vanden Stock |

|                                                                      |        |       |                         | |
| 24 mei 1959                                                          | België | 0 - 2 | Oostenrijk              | Opstelling België: |
| Vriendschappelijk Heizelstadion, Brussel Scheidsrechter: Karol Galba |        |       | 11' Skerlan 55' Huberts | Nicolay; Wauters, Thellin; Hanon, Houf, Lippens; Piters, Huysmans, R. Coppens , Goyvaerts, Jurion Bondscoach: Constant Vanden Stock Debuut: Jean Nicolay (Standard Luik) |

|                                                                      |                                           |       |                               | |
| 14 juni 1959                                                         | Oostenrijk                                | 4 - 2 | België                        | Opstelling België: |
| Vriendschappelijk Praterstadion, Wenen Scheidsrechter: Daniel Mellet | Skerlan 17' Hof 59' (pen.), 62' Horak 88' |       | 4' Vanden Boer 38' R. Coppens | Vanderstappen; Dries, Thellin; Geybels, Storme, Lippens;Piters, Delire, Coppens , Van den Boer, Jurion Bondscoach: Constant Vanden Stock Debuut: Félix Geybels (Beringen FC) |

|                                                                 |                                                                                 |       |            | |
| 4 oktober 1959                                                  | Nederland                                                                       | 9 - 1 | België     | Opstelling België: |
| Vriendschappelijk De Kuip, Rotterdam Scheidsrechter: John Kelly | Rijvers 2' Van der Linden 3' Wilkes 6', 20' Van der Kuil 72', 84' Klaassens 83' |       | 87' Delire | Nicolay; Wauters, Thellin; Hanon, Claes, Huysmans; Goyvaerts, Houf, R. Coppens , Wegria, Jurion (75' Delire) Bondscoach: Constant Vanden Stock Debuut: Jean Claes (Union Sint-Gillis) |

KBVB · A-internationals · Selecties · Statistieken · Bondscoaches · Belgisch vrouwenelftal · Olympisch elftal · België U21 · België U20 · België U19 · België U18 · België U17 · België U16 · Vrouwen U19 · Vrouwen U17
Albanië ·
Algerije ·
Andorra ·
Argentinië ·
Armenië ·
Australië ·
Azerbeidzjan ·
Bosnië en Herzegovina · 
Brazilië ·
Bulgarije ·
Burkina Faso ·
Canada ·
Chili ·
Colombia ·
Costa Rica ·
Cyprus ·
DDR ·
Denemarken ·
Duitsland ·
Egypte ·
El Salvador ·
Engeland ·
Estland ·
Faeröer ·
Finland ·
Frankrijk ·
Gabon ·
Gibraltar ·
Griekenland ·
Hongarije ·
Ierland ·
IJsland ·
Irak ·
Israël ·
Italië ·
Ivoorkust ·
Japan ·
Joegoslavië ·
Kazachstan ·
Kroatië · 
Letland ·
Litouwen ·
Luxemburg ·
Malta ·
Marokko ·
Mexico ·
Montenegro · 
Nederland ·
Noord-Ierland ·
Noord-Macedonië ·
Noorwegen ·
Oekraïne ·
Oostenrijk ·
Panama · 
Paraguay ·
Peru ·
Polen ·
Portugal ·
Qatar ·
Roemenië ·
Rusland ·
San Marino ·
Saoedi-Arabië ·
Schotland ·
Servië ·
Servië en Montenegro ·
Slovenië ·
Slowakije ·
Sovjet-Unie ·
Spanje ·
Tsjechië ·
Tsjecho-Slowakije ·
Tunesië · 
Turkije · 
Uruguay · 
Verenigde Staten · 
Wales · 
Wit-Rusland ·
Zambia · 
Zuid-Korea · 
Zweden · 
Zwitserland
Algerije (2014) ·
Argentinië (2014) · 
Brazilië (2018) · 
Canada (2022) · 
Denemarken (2021) · 
Engeland (2018, 1) · 
Engeland (2018, 2) · 
Finland (2021) · 
Frankrijk (1904) ·
Frankrijk (2018) · 
Ierland (2016) · 
Italië (2016) · 
Italië (2021) · 
Japan (2018) · 
Kroatië (2022) · 
Marokko (2022) · 
Nederland (1985) · 
Panama (2018) ·
Polen (1982) · 
Portugal (2021) · 
Rusland (2014) · 
Rusland (2021) · 
Sovjet-Unie (1982) · 
Tunesië (2018) · 
Verenigde Staten (2014) ·
West-Duitsland (1980) · 
Zuid-Korea (2014)
Albanië · België · Bulgarije · Denemarken · Duitsland · Engeland · Estland · Finland · Frankrijk · Griekenland · Hongarije · Ierland · IJsland · Israël · Italië · Joegoslavië · Kroatië · Letland · Litouwen · Luxemburg · Nederland · Noord-Ierland · Noorwegen · Oostenrijk · Polen · Portugal · Roemenië · Schotland · Slowakije · Spanje · Tsjecho-Slowakije · Turkije · Wales · Zweden · Zwitserland
UEFA: Albanië · België · Bulgarije · Denemarken · West-Duitsland · Duitse Democratische Republiek · Engeland · Finland · Frankrijk · Griekenland · Hongarije · Ierland · IJsland · Italië · Joegoslavië · Kroatië · Luxemburg · Malta · Nederland · Noord-Ierland · Noorwegen · Oostenrijk · Polen · Portugal · Roemenië · Saarland · Schotland · Sovjet-Unie · Spanje · Tsjecho-Slowakije · Turkije · Wales · Zweden · Zwitserland

AFC: Israël